# David Sojka
David Sojka (* 20. März 1994 in Prag) ist ein ehemaliger tschechischer Bahnradsportler.

## Sportliche Laufbahn
2012 belegte David Sojka gemeinsam mit Jacub Vyvoda und Jaroslav Snasel im Teamsprint Rang vier bei den U23-Bahneuropameisterschaften. 2014 wurde er tschechischer Vizemeister im Keirin. 2016 belegte er bei den U23-Europameisterschaften mit Jiří Fanta und Jiří Janošek im Teamsprint Rang zwei; er selbst wurde tschechischer Meister im Omnium sowie Vizemeister im Keirin. 2017 wurde er tschechischer Meister im Teamsprint sowie Vizemeister im Sprint und im Keirin. 2017 errang er mit Pavel Kelemen und Martin Čechman beim Lauf des Weltcups 2017/18 im kanadischen Milton im Teamsprint die Silbermedaille.
Bei der UCI wird Sojka letztmalig in der Saison 2021 mit der Teilnahme an den Cottbusser Nächten gelistet. Mit Stand 2024 wird er auf der Homepage des tschechischen Radsportverbands als Personal Trainer beim Bikrosclub Řepy geführt, auf der Homepage von Czech BMX als BMX-Fahrer für den Bikrosclub Řepy. International trat er als BMX-Fahrer bisher nicht in Erscheinung.

## Erfolge
2016
- U23-Europameisterschaft – Teamsprint (mit Jiří Fanta und Jiří Janošek)
- Tschechischer Meister – Omnium

2017
- Tschechischer Meister – Teamsprint (mit Pavel Kelemen und Robin Wagner)